# Spalacopsis unicolor
Spalacopsis unicolor är en skalbaggsart som beskrevs av Tyson 1973. Spalacopsis unicolor ingår i släktet Spalacopsis och familjen långhorningar. Inga underarter finns listade i Catalogue of Life.